# Ego (Elton John)
Ego è un brano composto ed interpretato dall'artista britannico Elton John; il testo è di Bernie Taupin.

## La melodia e il testo
Il pezzo viene aperto dal pianoforte di Elton, subito seguito dal fischio di un treno;
la melodia prevede repentini e imprevedibili cambiamenti di tempo e si rivela essere uno dei pezzi più originali dell'intera produzione eltoniana, mettendo in evidenza sintetizzatori e un organo dal tono carnevalesco, davvero inusuale per l'epoca.
Può quindi classificarsi a pieno titolo nel glam rock; il video musicale si sposa bene con la complessa melodia.
Distribuito come singolo il 21 marzo 1978, non ebbe molta fortuna: raggiunse appena la 34ª posizione sia negli Stati Uniti che nel Regno Unito, un vero e proprio flop, considerando le vendite dei singoli precedenti. 
Ciò causò il disappunto di Elton, che aveva riposto buone speranze in questo brano.
Il testo di Bernie, scritto nel 1976 (mentre era in lavorazione l'album Blue Moves) parla delle rockstar e della stupidità della fama che a volte dà loro alla testa: si rivela quindi essere una caricatura grottesca del mondo del rock.
Sebbene fosse stata raramente inserita nelle raccolte del pianista britannico, Ego apparve come bonus track nella versione rimasterizzata del 1998 dell'album A Single Man: è stata anche eseguita live sul finire degli anni Settanta e nel 1980 (ad esempio faceva parte della scaletta del concerto gratuito tenutosi quell'anno al Central Park di New York).